# Mamert Miż-Miszyn
Mamert Miż-Miszyn (ur. 1 czerwca 1908 w Dyneburgu, zm. 12 kwietnia 1986 w Monachium) – polski oficer, dziennikarz, działacz emigracyjny.

## Życiorys
Urodził się 1 czerwca 1908 w Dyneburgu. Po wybuchu II wojny światowej i kampanii wrześniowej, przedostał się do Francji i brał udział w kampanii francuskiej w szeregach 2 Dywizji Strzelców Pieszych. Później wraz z polskimi żołnierzami był internowany w Szwajcarii, gdzie w stopniu podporucznika redagował pismo „Goniec Obozowy”.
Był dziennikarzem, współzałożycielem i pracownikiem Radia „Wolna Europa”, w której był kierownikiem Działu Nasłuchu. Był związany z Muzeum Polskim w Rapperswilu. Zmarł 12 kwietnia 1986 w Monachium.

## Odznaczenie
- Krzyż Kawalerski Orderu Odrodzenia Polski (13 kwietnia 1986, za wieloletnią pracę niepodległościową i społeczną wśród uchodźstwa polskiego i opiekę nad Muzeum w Rapperswilu)[9]